# Сілвертон (Техас)
Сілвертон (англ. Silverton) — місто (англ. city) в США, в окрузі Бриско штату Техас. Населення — 629 осіб (2020).

## Географія
Сілвертон розташований за координатами 34°28′17″ пн. ш. 101°18′15″ зх. д. / 34.47139° пн. ш. 101.30417° зх. д. (34.471372, -101.304049).  За даними Бюро перепису населення США в 2010 році місто мало площу 2,60 км², уся площа — суходіл.

## Демографія
Згідно з переписом 2010 року, у місті мешкала 731 особа в 283 домогосподарствах у складі 205 родин. Густота населення становила 281 особа/км².  Було 346 помешкань (133/км²).
Расовий склад населення:
| - 87,0 % — білих - 2,2 % — чорних або афроамериканців - 0,3 % — корінних американців - 8,8 % — осіб інших рас |

До двох чи більше рас належало 1,8 %. Частка іспаномовних становила 31,9 % від усіх жителів.
За віковим діапазоном населення розподілялося таким чином: 26,7 % — особи молодші 18 років, 54,1 % — особи у віці 18—64 років, 19,2 % — особи у віці 65 років та старші. Медіана віку мешканця становила 38,8 року. На 100 осіб жіночої статі у місті припадало 100,8 чоловіків;  на 100 жінок у віці від 18 років та старших — 96,3 чоловіків також старших 18 років.
Середній дохід на одне домашнє господарство  становив 47 193 долари США (медіана — 36 458), а середній дохід на одну сім'ю — 53 212 долари (медіана — 39 875). Медіана доходів становила 36 875 доларів для чоловіків та 26 667 доларів для жінок. За межею бідності перебувало 15,9 % осіб, у тому числі 20,6 % дітей у віці до 18 років та 4,7 % осіб у віці 65 років та старших.
Цивільне працевлаштоване населення становило 276 осіб. Основні галузі зайнятості: освіта, охорона здоров'я та соціальна допомога — 20,7 %, сільське господарство, лісництво, риболовля — 15,9 %, виробництво — 10,9 %, будівництво — 9,8 %.